# Dites 33
Pour plus de détails, voir Fiche technique et Distribution.
Dites 33 (Totò, Vittorio e la dottoressa) est une comédie italienne réalisée par Camillo Mastrocinque, sortie en 1957

## Synopsis
Brigitte et Otello se sont rencontrés lors d'un congrès médical en Espagne. C'est le coup de foudre et ils se marient. À leur retour en Italie Brigitte est fraichement accueillie par les deux tantes d'Otello qui lui reprochent d'être étrangère. Voulant continuer son activité professionnelle Brigitte est appelée chez un marquis dont le fessier a été criblé de balles par un mari jaloux. Il s'ensuit un quiproquo au cours duquel le marquis est subjugué par la beauté de la jeune femme mais refuse de se faire soigner par elle en raison de son sexe. Les deux tantes d'Otello intriguées par les absences répétées de Brigitte engagent deux détectives privés pour confondre la jeune femme et finissent par prévenir Otello qui dans une crise de jalousie s'empare d'un revolver et s'en va retrouver le marquis. Mais tout rentrera dans l'ordre et la morale sera sauve.

## Fiche technique
- Titre original : Totò, Vittorio e la dottoressa
- Titre français : Dites 33
- Réalisateur : Camillo Mastrocinque
- Scénario : Camillo Mastrocinque, Marcello Marchesi, Vittorio Metz
- Musique:  Carlo Innocenzi
- Photographie : Manuel Berenguer (de), Alvaro Mancori, Gábor Pogány
- Pays d'origine :  Italie
- Durée : 104 minutes
- Genre : Comédie
- Dates de sortie : 
  - Italie : 1957
  - France : 16 juillet 1958
- Affiche : Clément Hurel (France)

## Distribution
- Totò : Michele 'Mike' Spillone
- Abbe Lane : la doctoresse Brigitte Bellomo
- Vittorio De Sica : le marquis De Vitti
- Titina De Filippo : la marquise De Vitti
- Germán Cobos : Otello Bellomo
- Agostino Salvietti : Johnny, l'adjoint de Michele 'Mike' Spillone
- Rafael Bardem: Elia Vagoni
- Franco Coop : le maître d'hôtel de la Conchiglia
- Darry Cowl : Egisto
- Fulvia Franco : Caterina, la camérière d'Egisto
- Dante Maggio : une camérière
- Pierre Mondy : Romeo, le majordome du marquis
- Luigi Pavese : un détective
- Amelia Perrella :  Tante Ida
- Benedetta Rutili : une infirmière
- Tecla Scarano : Tante Ada Barbalunga
- Giulio Calì : un malade mental
- Teddy Reno : Lui-même

## Autour du film
- La chanson du film : Questa piccolissima serenata interprétée par Teddy Reno lors de la scène de la Conchiglia a été un grand succès international. Sa version française intitulée Du moment qu'on s'aime fut interprétée notamment par Dalida, Gloria Lasso, Tino Rossi, Dario Moreno...
- Le film a été réédité en 2007 chez René Château vidéo